# Arik-den-ili
Arik-den-ili geschreven als mGÍD-DI-DINGIR, “het oordeel van god duurt lang voort” (1319 v.Chr.–1308 v.Chr.) was koning van Assyrië.
Hij volgde zijn vader Enlil-nirari op en trachtte de positie van zijn koninkrijk verder te versterken door een expeditie in het naburige -en altijd roerige- Zagros gebergte. Hij is waarschijnlijk degene die het houden van een jaarlijkse veldtocht instelde.
Zijn annalen zijn echter erg fragmentarisch.
Hij werd opgevolgd door Adad-nirari I.

## Biografie
Van zijn bewind resten minder dan tien inscripties, een fragmentarische kroniek en wat verwijzingen naar zijn handelingen in de geschriften van zijn zoon. of mogelijk zijn broer, Adad-nirari I. In een Frans/Koerdische opgraving in Qasr Shemamok (in de oudheid Kilizi, Kilizu of Kakzu) in 2010 is een inscriptie met zijn naam aangetroffen.
Hij schijnt de eerste Assyrische koning te zijn die het houden van jaarlijkse veldtochten tot een instituut verhief. Sommige daarvan waren weinig meer dan rooftochten op zoek naar vee; de kroniek vermeldt bijvoorbeeld dat "een honderdtal schapen en geiten en een honderdtal van hun runderen [...] bracht hij naar Aššur."
De eerste overwinningen van Arik-den-ili waren tegen zijn oosterburen gericht, de 'pre-Iraanse' bewoners van wat later Perzië zou worden, Turukku, Nigimhi en al de hoofden van het Zagros-gebergte en de hooglanden waar de Guti woonden. Hij deed daarmee een poging de nomadenstammen aan de noord- en oostgrens van Assyrië te onderwerpen. De Guti waren de vazallen van de Kassieten geweest die in Karduniaš (Babylonië) aan de macht waren en zij traden mogelijk op als hun handlangers. De heerser van Nigimhi was Esini. De Assyriërs waren zijn gebied binnengevallen en hadden zijn oogst buitgemaakt. Als wraak leidde Esini een legermacht Assyrië binnen, maar deze actie liep op een bloedbad onder zijn mannen uit. Arik-den-ili belegerde daarop de stad Arnuna, waar Esini zich verschanst had. De verwoesting van de poort en de muren van de stad dwong Esini zich over te geven en een eed van trouw af te leggen aan zijn Assyrische suzerein.
De kroniek vermeldt daarna  Habaruha, Kutila, Tarbiṣu, Kudina, Remaku en Nagabbilhi. Van deze plaatsen is alleen Tarbiṣu bekend, een plaats niet ver van Nineve. Het schijnen de bewoners van Halahhu geweest te zijn die het moesten ontgelden. Arik-den-illi beweert er maar liefst 254.000 gedood te hebben, een tamelijk potsierlijke staaltje opschepperij zelfs voor dit tijdvak. Vervolgens richtte Arik-den-illi zich naar het westen, naar de Levant (nu Syrië en Libanon) waar hij de Suteeërs, de Aḫlamû en de Yauru onderwierp. Dit waren nomadische West-Semitische stammen, waaruit later de Arameeërs voortgekomen zijn. Dit vond plaats in de streek van Katmuḫi aan de Midden-Eurfraat.
Arik-den-illi beperkte zich niet tot oorlogsvoering. De tempel van Šamaš in Aššur die van kleitichels gebouwd was was vervallen tot een heuvel aarde omgeven door ad hoc neergezette heiligdommen “Opdat de oogst van mijn land rijk moge zijn,” had hij ze opgeruimd en vervangen door een herbouwde tempel. Het fundament daarvoor werd gelegd in het eponieme jaar van Berutu, een zoon van een eerdere koning Eriba-Adad I. Zijn eigen zoon zwaaide hem lof toe voor de bouw van de grote ziggoerat van de god Aššur in een van zijn bouwinscripties.
Net als zijn vader Enlil-nirari raakte hij verwikkeld in een onbesliste strijd tegen Babylonië, in zijn geval tegen koning Nazi-Maruttaš. Zijn zoon herinnerde zich dat “mijn vader er niet in slaagde alle onheil dat het leger van de koning van het Kassietenrijk had aangericht ongedaan te maken” volgens een Assyrisch epos van deze tijd. Het geschil zou pas een einde nemen met de overwinning van zijn zoon Adad-nirari I over de Babyloniërs.

## Inscripties
1. ↑  Nassouhi list, iii 22–23: mdAdad-nārārī mār Arik2-˹de-en˺-[ili].
2. ↑  Khorsabad list, iii 16–24: mdAdad-nārārī aḫu-šú ša mArik2-dīn2-ili.
3. ↑  SDAS list, iii 17–18: mdAdad-nārārī aḫu-šú ša mArik2-dīn2-ili.

1. ↑  K. Fabritius (1998). The Prosopography of the Neo-Assyrian Empire, Volume 1, Part I: A. The Neo-Assyrian Text Corpus Project, 131–132.
2. ↑  (1307 v.Chr.–1296 v.Chr.) in de korte chronologie
3. ↑  Mar šiprim 2013
4. ↑  A. Leo Oppenheim (1964). Ancient Mesopotamia: portrait of a dead civilization. University of Chicago Press.
5. 1 2  Jean-Jacques Glassner (2004). Mesopotamian Chronicles. Brill, p. 185.
6. 1 2  Cambridge Ancient History, Volume 2, Part 2, History of the Middle East and the Aegean Region, c. 1380-1000 BC. Cambridge University Press (1975), 32, 275.
7. 1 2 3  A. K. Grayson (1972). Assyrian Royal Inscriptions, Volume 1. Otto Harrassowitz, 54—57, 58, 67.